# Karl Ehlerding
Karl Ehlerding (* 25. Juli 1942 in Wesermünde) ist ein deutscher Kaufmann und Vorstandsmitglied in Hamburg. Er ist Mitglied im Aufsichtsrat der Salzgitter AG und früherer Großaktionär des Beteiligungskonzerns WCM. Er wurde als „Selfmademillionär“, „Berufsspekulant“ und „Unternehmensjäger“ bezeichnet.

## Biografie
Ehlerding wurde in Bremerhaven als Sohn eines Krabbenhändlers geboren. Er ist verheiratet mit Ingrid Ehlerding (* 1948); sie haben zusammen zwei Söhne.
Bereits als Schüler handelte er erfolgreich mit Volkswagen-Aktien. Ab 1962 studierte er in Hamburg Betriebswirtschaft. Als Student investierte er eine Erbschaft von 3.000 Mark in die Hildesheim-Peiner Kreis-Eisenbahn, ein Unternehmen, das erheblich unterbewertet war. Er vervielfachte so seine Investition.
Der Diplom-Kaufmann beteiligte sich dann nach weiteren unternehmerischen Beteiligungen (Jute-AG, Spar-Handels-AG) 1984 an der damals unbedeutenden WCM AG und machte daraus ein bedeutendes Unternehmen für Immobilien und Beteiligungen. Anfang 2000 war die WCM an der Börse sieben Milliarden Euro wert. Ehlerding, der zusammen mit seiner Familie zu den Hauptaktionären gehörte, stieg zeitweilig zum Milliardär auf und gehörte zu den reichsten Deutschen.
Im Jahr 1998 kaufte ein Konsortium, an dem die WCM beteiligt war, 30.000 Wohnungen aus dem Besitz der Deutschen Bahn. Im selben Jahr gab Ehlerding der CDU mit umgerechnet ca. drei Millionen Euro eine der höchsten privaten Parteienspenden in der Geschichte der Bundesrepublik. Ein Untersuchungsausschuss wurde eingesetzt, der die möglichen Zusammenhänge näher beleuchten sollte. Die Anfangsvermutung, dass es sich hierbei um den Missbrauch von Spenden als Einflussmöglichkeit auf politische Entscheidungen gehandelt hat, konnte durch die Beweisaufnahme des Untersuchungsausschusses nicht bestätigt werden. Da Ehlerdings Zuwendung an die CDU eine offiziell verbuchte Spende war und im CDU-Rechenschaftsbericht veröffentlicht worden war, lag auch kein Verstoß gegen das Parteiengesetz vor.
Anfang der 2000er-Jahre kam die WCM im Zusammenhang mit der versuchten Übernahme der Commerzbank in wirtschaftliche Turbulenzen. Ehlerding und seine Familie gaben in der Folgezeit ihre Beteiligungen an dem Unternehmen auf.
Seine privaten Schulden von über 680 Millionen Euro wurden ihm von den Gläubigerbanken im Jahre 2004 in Vergleichsverhandlungen erlassen. Karl Ehlerding ist im Immobiliengeschäft tätig und u. a. Mitglied des Aufsichtsrates der zeitweilig im DAX notierten Salzgitter AG.

### Stiftungen
Ehlerding und seine Frau Ingrid Ehlerding (* 4. Februar 1948) engagieren sich über ihre Ehlerding-Stiftung in den Bereichen Jugend, Kultur, Umwelt, Wissenschaft und Forschung.
Für ihr soziales Engagement und die Rettung des Schullandheims Barkhausen wurde Ehlerding neben seiner Ehefrau zum Ehrenbürger der Stadt Bremerhaven ernannt. Im Jahre 2000 ging die Ehlerding-Stiftung aus der Ehlerding-Stiftung zur Förderung der Wissenschaften (1993) und der Pro Jugend Stiftung Ingrid und Karl Ehlerding (1994) hervor. Auch die Ingrid-Ehlerding-Stiftung ging im Jahr 2000 aus der gemeinsamen Stiftung hervor. Sie kümmert sich mit dem Projekt „mitKids“ besonders um Kinder und deren Paten, die gemeinsam etwas unternehmen.